# 沙赫乔尔斯克 (萨哈林州)
沙赫乔尔斯克（俄语：Шахтёрск）是俄罗斯萨哈林州乌格列戈尔斯克区的一座城市。位于库页岛西海岸，南萨哈林斯克西北376公里处。人口10643人（2002年）；12945人（1989年）。
产煤炭。有港口、机场。铁路向南通往乌格列戈尔斯克。
曾被日本统治，在日本统治时期名为塔路。